# Lijst van coaches van het Surinaams voetbalelftal
Dit is een lijst van coaches van het Surinaams voetbalelftal.

## De bondscoach
Bondscoach (van het Surinaams voetbalelftal) is de gebruikelijke naam voor de hoofdcoach van dit elftal. De periode waarin iedere coach werkzaam is geweest wordt weergegeven in onderstaande tabel.
De tabel toont ook het totaal aantal gespeelde wedstrijden en de resultaten hiervan. In geval een coach meer dan één periode werkzaam is geweest staan de getallen voor de desbetreffende periode tussen haakjes vermeld.

## Bondscoaches
Deze lijst is bijgewerkt tot en met 6 mei 2021
| Van  | Tot  | Naam               | Aantal wedstrijden | Winst | Gelijk | Verlies | Bijzonderheden            |
| ---- | ---- | ------------------ | ------------------ | ----- | ------ | ------- | ------------------------- |
| 1936 | 1936 | S. Mobach          |                    |       |        |         |                           |
| 1946 | 1946 | Morris Wijngaarde  |                    |       |        |         |                           |
| 1948 | 1948 | Daniel Ramadhin    |                    |       |        |         |                           |
| 1958 | ?    | André Kamperveen   |                    |       |        |         |                           |
| 1973 | 1973 | Humbert Boerleider |                    |       |        |         |                           |
| 1976 | 1976 | Ollie Camps        |                    |       |        |         |                           |
| 1976 | 1977 | Walther Brathwaite |                    |       |        |         |                           |
| 1978 | 1979 | Rob Groener        |                    |       |        |         |                           |
| 1989 | 1993 | Paul Bhagwandas    |                    |       |        |         |                           |
| 1996 | 1998 | Frits Purperhart   |                    |       |        |         |                           |
| 1998 | 2000 | Mote Paulus Badal  |                    |       |        |         |                           |
| 2000 | 2001 | Ro Kolf            |                    |       |        |         |                           |
| 2003 | 2004 | Edgardo Baldi      |                    |       |        |         |                           |
| 2006 | 2006 | Leo Koswal sr.     |                    |       |        |         | Geen officiële interlands |
| 2006 | 2008 | Kenneth Jaliens    |                    |       |        |         |                           |
| 2008 | 2010 | Wensley Bundel     |                    |       |        |         |                           |
| 2010 | 2010 | Kees Zwamborn      |                    |       |        |         | Geen officiële interlands |
| 2010 | 2010 | Ricardo Winter     |                    |       |        |         | Interim                   |
| 2011 | 2012 | Kenneth Jaliens    |                    |       |        |         | Interim                   |
| 2012 | 2012 | Ricardo Winter     |                    |       |        |         | Interim                   |
| 2013 | 2014 | Roberto Gödeken    |                    |       |        |         | Interim                   |
| 2015 | 2015 | Dean Gorré         |                    |       |        |         |                           |
| 2018 | 2021 | Dean Gorré         |                    |       |        |         |                           |
| 2022 | 2022 | Stanley Menzo      |                    |       |        |         |                           |
| 2022 | 2023 | Aron Winter        |                    |       |        |         | Eerste halfjaar interim   |
| 2024 |      | Stanley Menzo      |                    |       |        |         |                           |

SVB · 
Surinaams vrouwenelftal · 
Olympisch elftal
1934 – 1939 ·
1940 – 1949 ·
1950 – 1959 ·
1960 – 1969 ·
1970 – 1979 ·
1980 – 1989 ·
1990 – 1999 ·
2000 – 2009 ·
2010 – 2019 ·
2020 – 2029
Anguilla ·
Antigua en Barbuda ·
Aruba ·
Barbados ·
Bermuda ·
Britse Maagdeneilanden ·
Canada ·
Costa Rica ·
Cuba ·
Curaçao ·
Denemarken ·
Dominica ·
Dominicaanse Republiek ·
El Salvador ·
Grenada ·
Guatemala ·
Guyana ·
Haïti ·
Honduras ·
India ·
Jamaica ·
Kaaimaneilanden ·
Mexico ·
Montserrat ·
Nederland ·
Nederlandse Antillen ·
Nicaragua ·
Puerto Rico ·
Saint Kitts en Nevis ·
Saint Lucia ·
Saint Vincent en de Grenadines ·
Thailand ·
Trinidad en Tobago